# 基督教香港崇真會

基督教香港崇真會會徽

基督教香港崇真會（英語：Tsung Tsin Mission of Hong Kong）創立於1847年，由德、瑞、法交界之差會巴色傳道會於1846年差派的瑞典傳教士韓山明牧師（Theodore Hamberg）及德國傳教士黎力基牧師（Rev. Rudolph Lechler）創立。

## 歷史

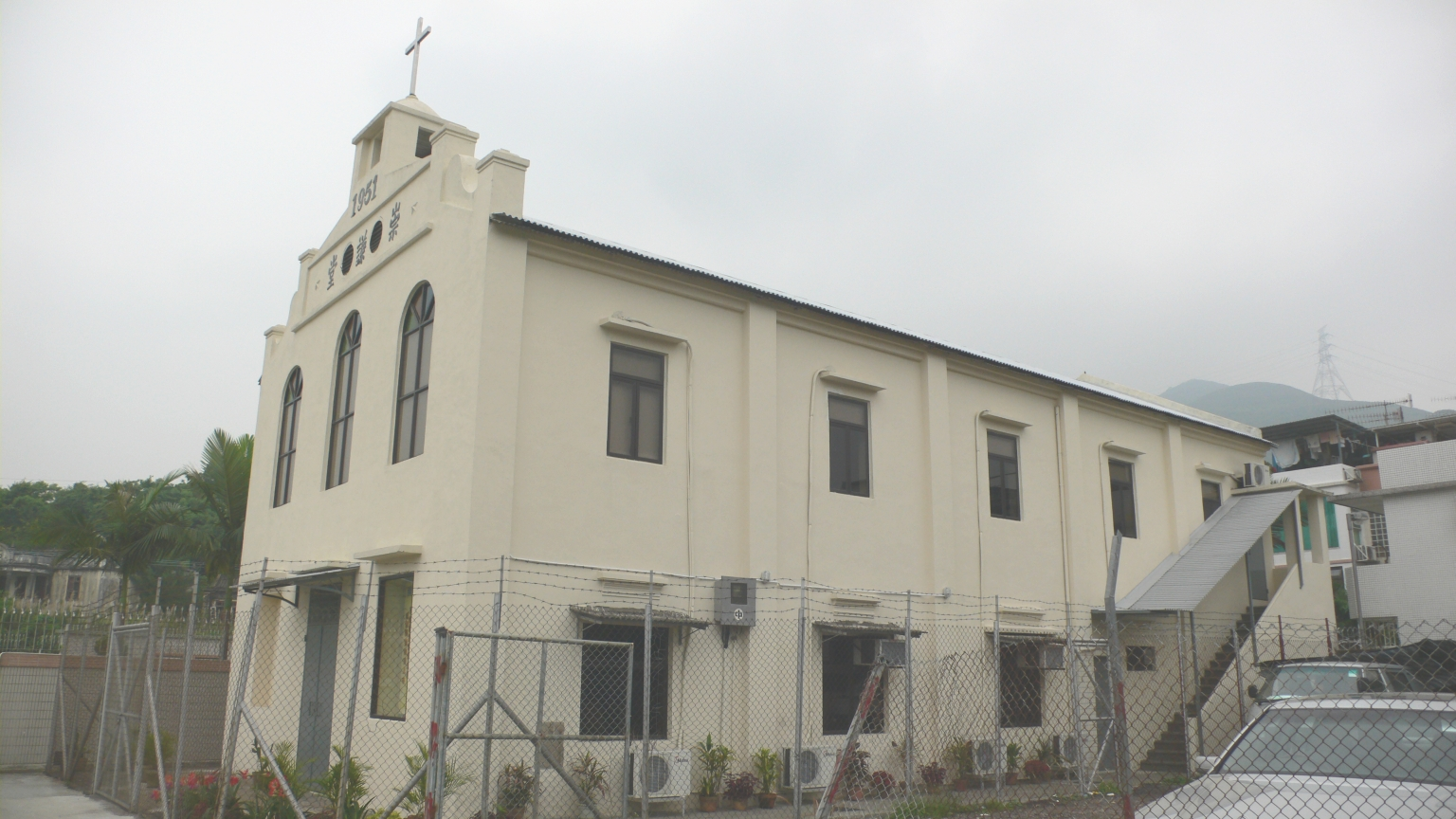
2006年經翻新後的崇謙堂舊堂，已改名為崇謙堂崇謙樓

1838年巴色會的印度傳教士克魯基堡（C. Krückeberg）到澳門養病，期間遇到郭士立，對其在中國宣教的工作甚感興趣，因而提議巴色會也派遣傳教士到中國。1846年5月13日巴色差會派韓山明及黎力基來華，同年8月26日巴冕差會（Barmen Mission，即後來的禮賢會，於1971年與「柏林差會」合併為「德國聯合差會」）又決定派柯士德（Heinrich Köster）及葉納清（Ferdinand Genähr）二人來華協助郭士立傳教。他們一行四人同船於1847年3月19日抵達香港。另有巴陵信義會（Berlin Missionary Society，又稱柏林差會）之後派纽曼及韓士柏來中國傳教。當時三個差會合稱「三巴教會」。三巴教會初期有不同的宣教目標，郭士立安排巴色差會負責廣東東部，黎力基專責潮汕地區的潮汕人，而韓山明則負責客家人；巴冕差會負責廣東南部和西部操「廣府話」的中國人；巴陵差會由廣州沿北江向上傳教，於是同時向說客家話及廣府話的中國人傳福音。三巴教會漸漸出現了矛盾，及至義和團事件之後，三巴教會才共同拓展傳教的事宜。
黎力基在潮汕宣教遭到驅趕，因而決定與韓山明及稍後來華的韋永福（Philipp Winnes）合三人之力以客家人群體為宣教對象，分南、北兩會，南會以香港為基地，專向珠江流域地區傳教，而北會以五華為首，深入粵北以至廣西建立教會。傳福音的工作包括建立教會，開辦醫院及學校。
1851年韓山明在上環街市附近成立巴色會客語禮拜堂，翌年在西營盤高街建立教會，即後來的救恩堂。1862年建立崇真會筲箕灣堂。1890年建立崇真會土瓜灣堂。1895年建立第四所的崇真會黃宜洲堂。巴色會於1896年在香港註冊（香港條例四號：《An Ordinance for the Incorporation of the President in Hong Kong of the Basel Evangelical Missionary Society》），訂明以時任巴色會香港會長的傳教士婁士（Christian Gottlieb Reusch）為法人。1897年在深水埗福州街辦學及建立第五所教會深水埗崇真堂。1905年在西貢南圍辨學兼建立窩美崇真堂。同年在粉嶺龍躍頭建立第七所教會崇謙堂。1923年2月18日香港的七所巴色教會成立香港巴色總會。
隨著第一次世界大戰爆發，由於當時德國與英國對戰，具德國背景的巴色會將教會及學校的管治權暫時移交華人信徒。巴色差會順應華人信徒的要求，於1924年自立後正式改名為中華基督教崇真會，香港巴色總會當時不屬崇真總會的區會或支會，直到1928年才更名中華基督教崇真會香港區會而納入成為崇真總會的三級體制下的區會之一，更於1929年實行全區自立，獨立發展。1946年崇真總會議決加入「中華信義會」，向教會合一進發。1951年，由於內地政局之改變，香港區會與內地總會脫離關係，而巴色差會的傳教士亦先後返國，遂於1952年6月7日在香港註冊成為獨立法團，改名香港崇真會。
1952年設立筲箕灣崇真幼稚園，1953年建立南華莆南華學校，1955年設立「少年部」及建立西貢樂育神學院，翌年成立「婦女部」及一所幼稚園，1958年建立筲箕灣崇真中學，1960年成立「慈善部」，1962年建立東頭村崇真學校，1964年成立「出版部」，出版《崇真》雙月刊及設置「黎力基獎學金」，1965年成立「主日學部」及建立葵涌崇真學校和東頭村崇真幼稚園，1968年建立西貢樂育幼稚園。

### 歷任會長
- 1952-1968年：張維豐[5]
- 1968-1977年：王新民
- 1977-1978年：羅香林
- 1978-1983年：張惠民
- 1983-2000年：薛磐基
- 2000-2008年：丘頌
- 2008-2016年：王福義
- 2016-2018年：廖文建
- ？年起：周燕鏞

## 命名來源
崇真會的命名，取其「崇拜真神，崇尚真道」之意義。

## 會徽
會徽以英文簡寫 TTM 為創作元素。第一個 T 字以英文小楷 "t" 表徵十字架，第二個 T 字以英文大楷 "T" 表徵耶穌基督被釘在十架上， M 字可看成兩個"人"的組合，說明人(複數)與神，人與人和好之福音訊息。
會徽的山脈除了與中國傳統產關連外，亦完整地構成一個福音救恩的的表徵。

## 信仰立場
香港崇真會是世界信義宗聯會的成員，同時是發展自巴色傳道會；既有信義宗的教義，又有來自改革宗的教義。

### 教義重點
1. 教會是一個推崇聖經，認它是基督徒信仰與行為之最高準繩的教會。
2. 教會也是強調「唯獨恩典」、「唯獨信心」的教會。
3. 教會是一個看重聖禮的教會。

以上三方面，崇真會的信仰，基本上都與信義宗各教會相同。

### 長老制
崇真會採取長老制，原因是巴色會素來都不強調「宗派」信仰，只是實際情形而決定採取最適合於當地信徒的教會體制。這樣令教牧人員和平信徒在治理教會的事上共同負責；同時也使各地方教會彼此成為一體，而收合作互助的果效。

### 禮拜儀式
禮拜儀式方面，崇真會則與信義宗教會有很大的差別，而接近改革宗。

## 基督教香港崇真會總會
2016-2018年度義務職員：
- 會長：	廖文健長老
- 第一副會長：蕭壽澄先生   第二副會長：馮少雄先生
- 總牧：朱永生牧師
- 第一副總牧：姚健偉牧師   第二副總牧：周國昌牧師

2020-2022年度義務職員：
- 會長：	廖文健長老
- 第一副會長：周燕鏞女士   第二副會長：林希維先生
- 總牧：朱永生牧師
- 第一副總牧：麥美蓮牧師   第二副總牧：梁金華牧師

## 堂會
| 01. 崇真會救恩堂 02. 黃埔崇真堂 03. 粉嶺救恩堂 04. 筲箕灣崇真堂 05. 深水埗崇真堂 06. 屯門崇真堂 07. 旺角崇真堂 08. 錦泰崇真堂 09. 崇真會粉嶺崇謙堂 10. 西貢崇真堂 | 11. 荃葵崇真堂 12. 荃景崇真堂 13. 富善崇真堂 14. 沙田崇真堂 15. 粉嶺海聯崇真堂 16. 新翠崇真堂 17. 將軍澳崇真堂 18. 南華莆崇真堂 19. 馬鞍山崇真堂 20. 窩美崇真堂 | 21. 大埔崇真堂 22. 元朗崇真堂 23. 長沙灣崇真堂 24. 白田崇真堂 25. 堅城崇真堂 26. 高怡崇真堂 27. 水泉澳崇真堂 |

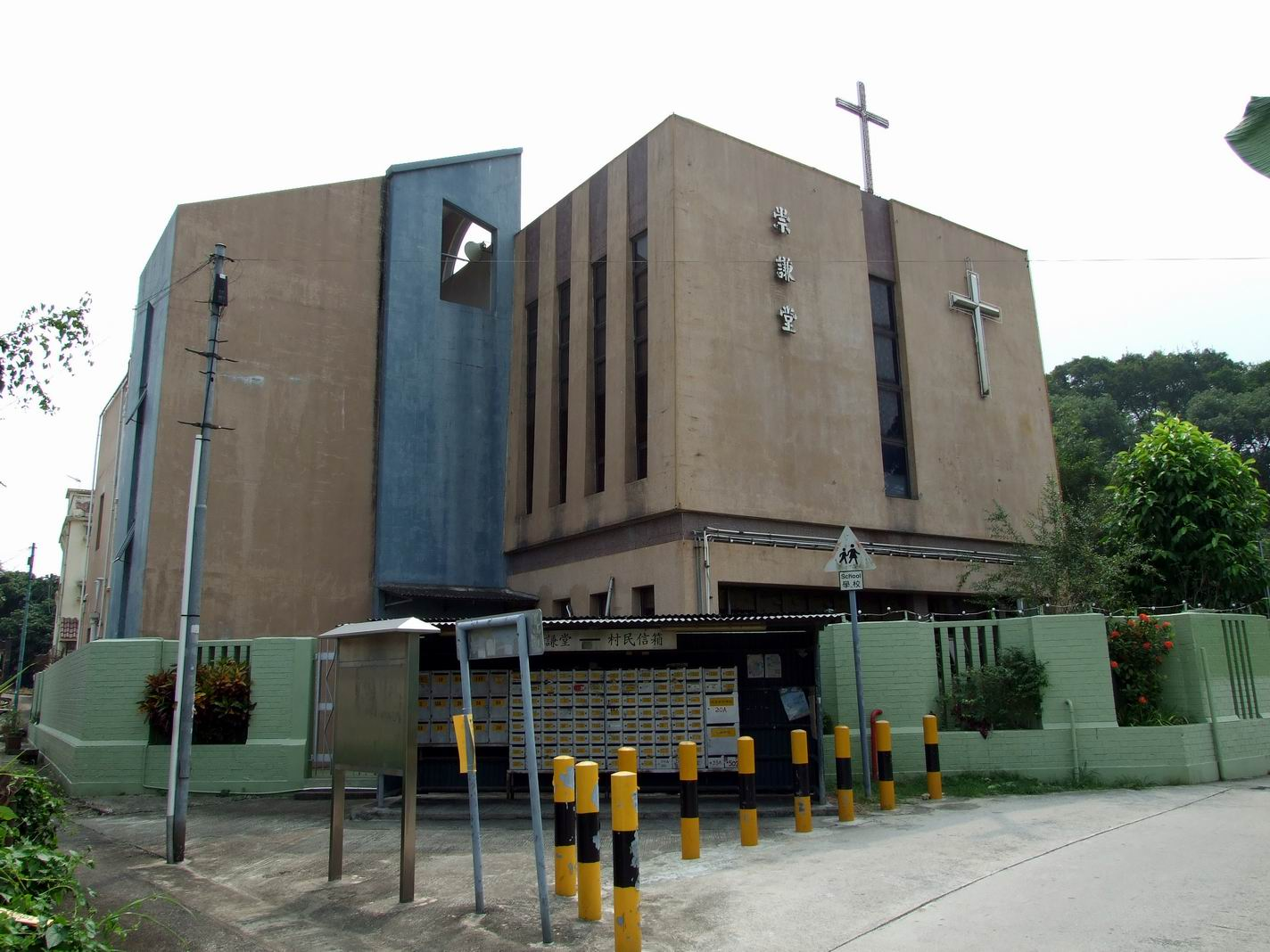
崇謙新堂
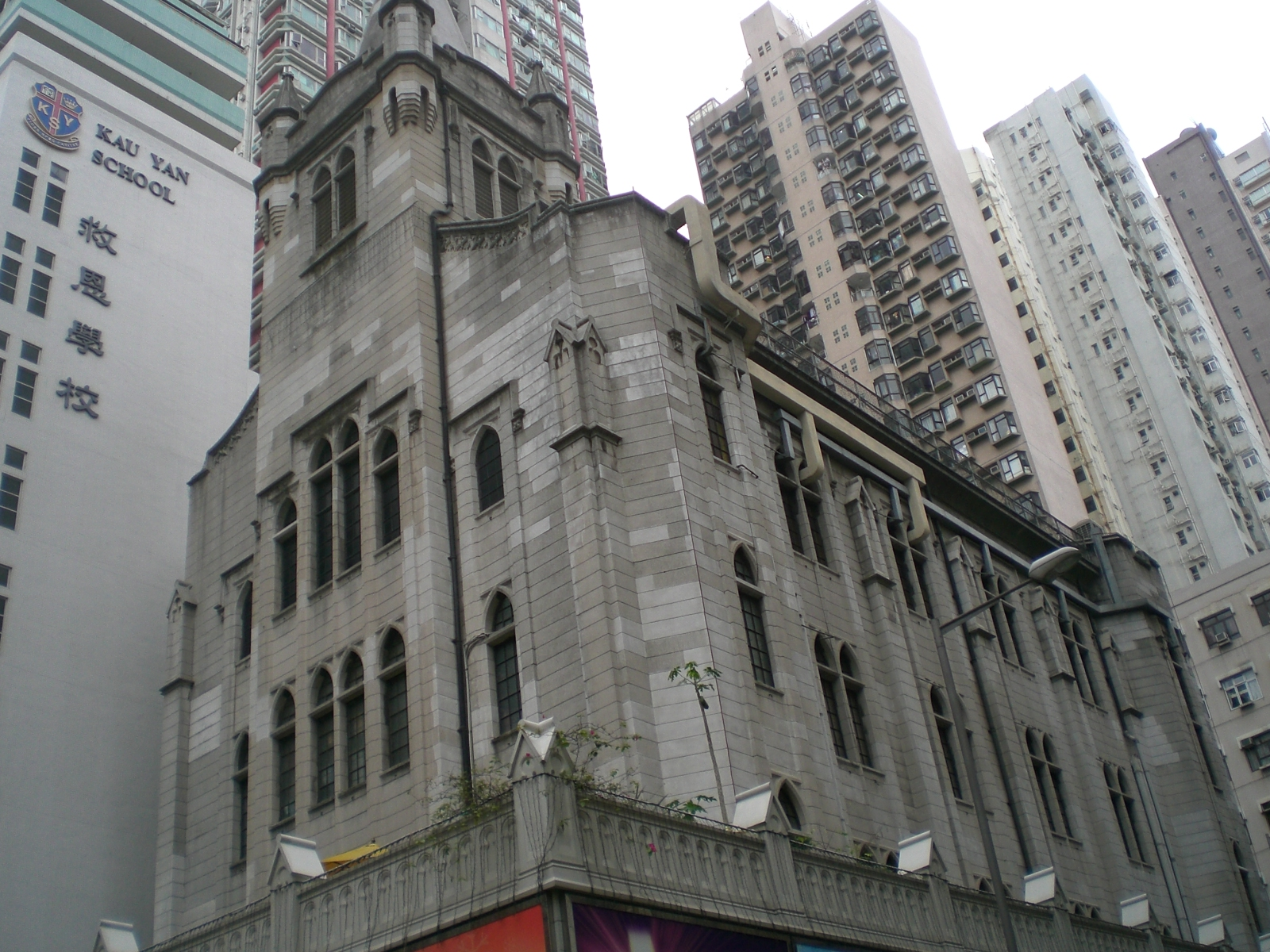
香港崇真會救恩堂、救恩學校
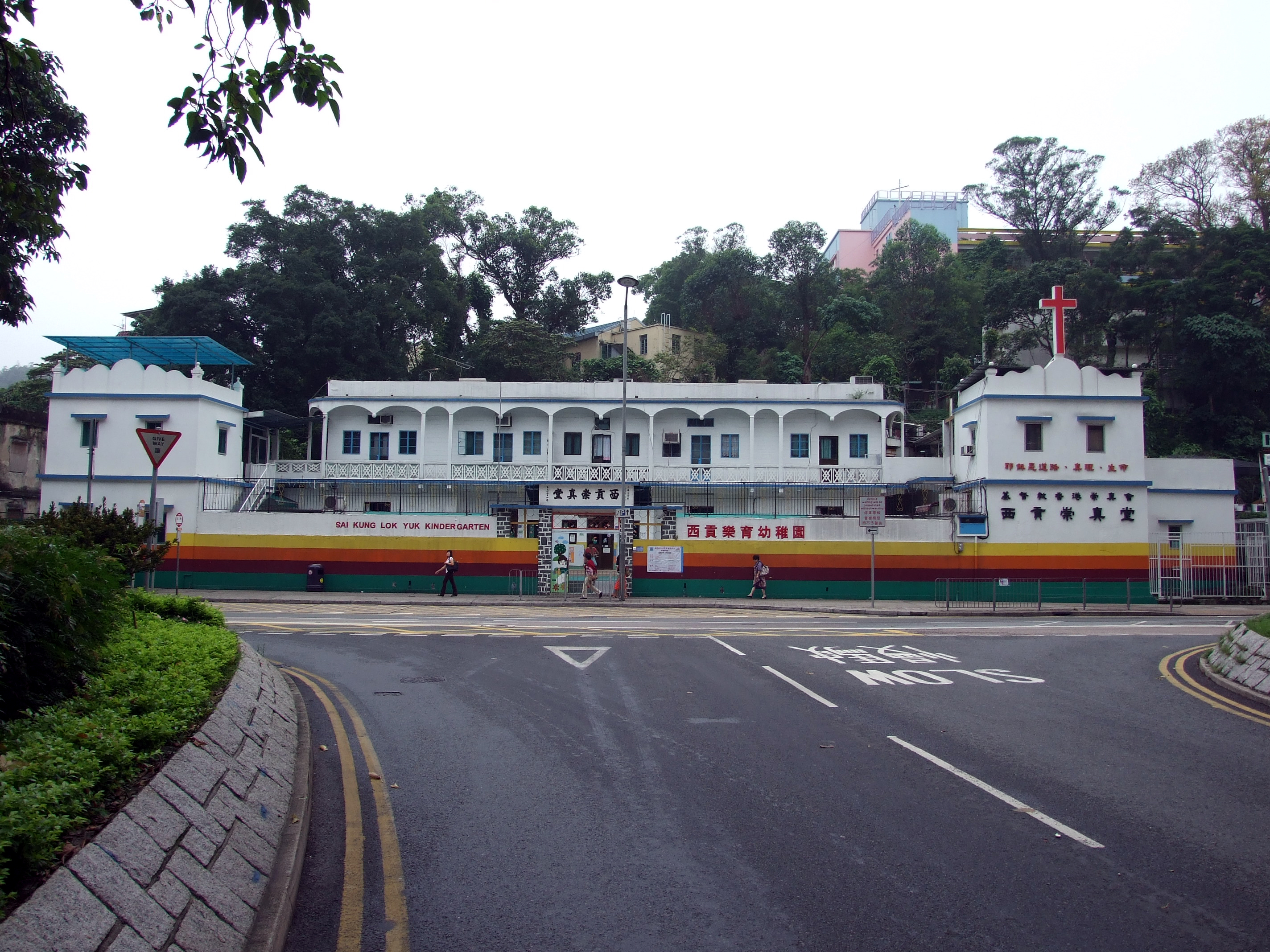
西貢崇真堂
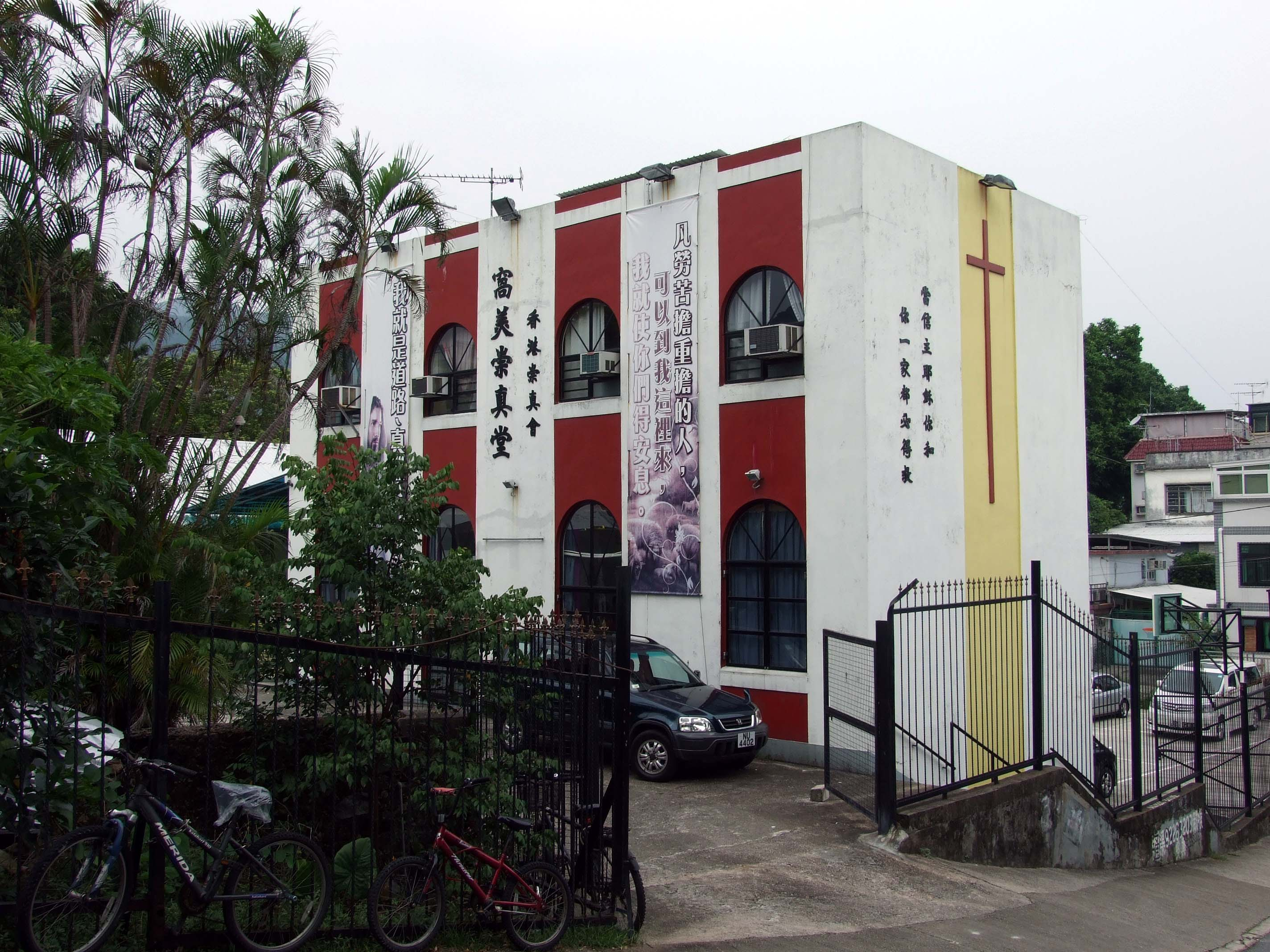
窩美崇真堂
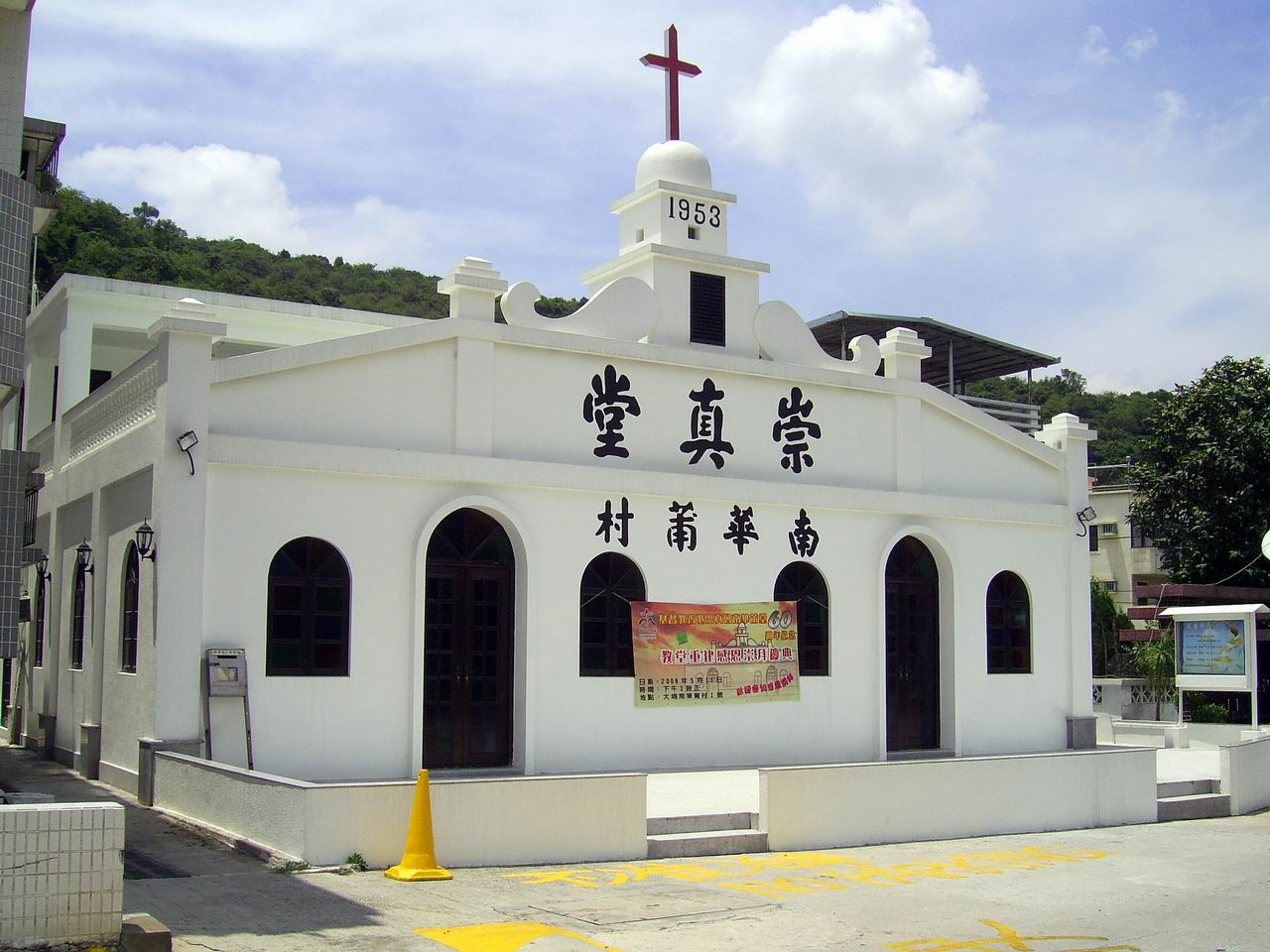
建於1953年的南華莆崇真堂

## 教育服務
| 中學 - 救恩書院（大埔區） - 崇真書院（屯門區） - 馬鞍山崇真中學 - 沙田崇真中學 - 粉嶺救恩書院 - 基督教崇真中學（深水埗區長沙灣） | 小學 - 救恩學校（中西區） - 筲箕灣崇真學校 - 崇真小學暨幼稚園（深水埗區） - 沙田崇真學校 | 幼稚園 - 救恩學校幼稚園部（中西區） - 崇真小學幼稚園部（深水埗區） - 崇真會白田美善幼稚園（深水埗區） - 崇真會美善幼稚園（沙田區馬鞍山） - 崇謙幼稚園（北區） - 西貢樂育幼稚園（西貢區） - 崇真會美善幼稚園（西貢區） | 幼兒中心 - 筲箕灣崇真幼兒學校 - 基督教香港崇真會安仁幼兒學校（大埔區） - 基督教香港崇真會安怡幼兒學校（觀塘區） - 基督教香港崇真會安基幼兒學校（九龍城區） - 基督教香港崇真會安康幼兒學校（深水埗區） - 基督教香港崇真會安強幼兒學校（黃大仙區） |

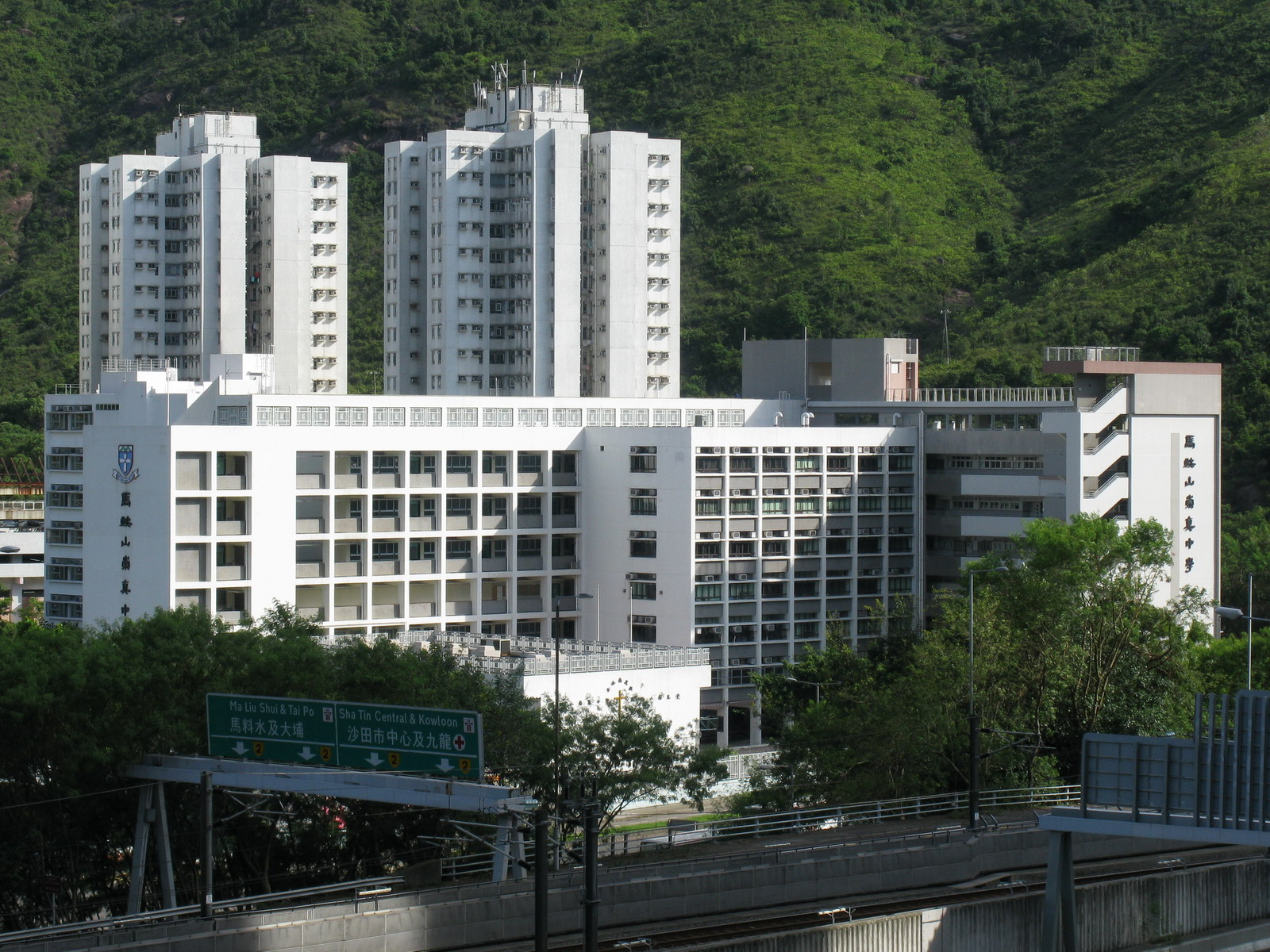
馬鞍山崇真中學
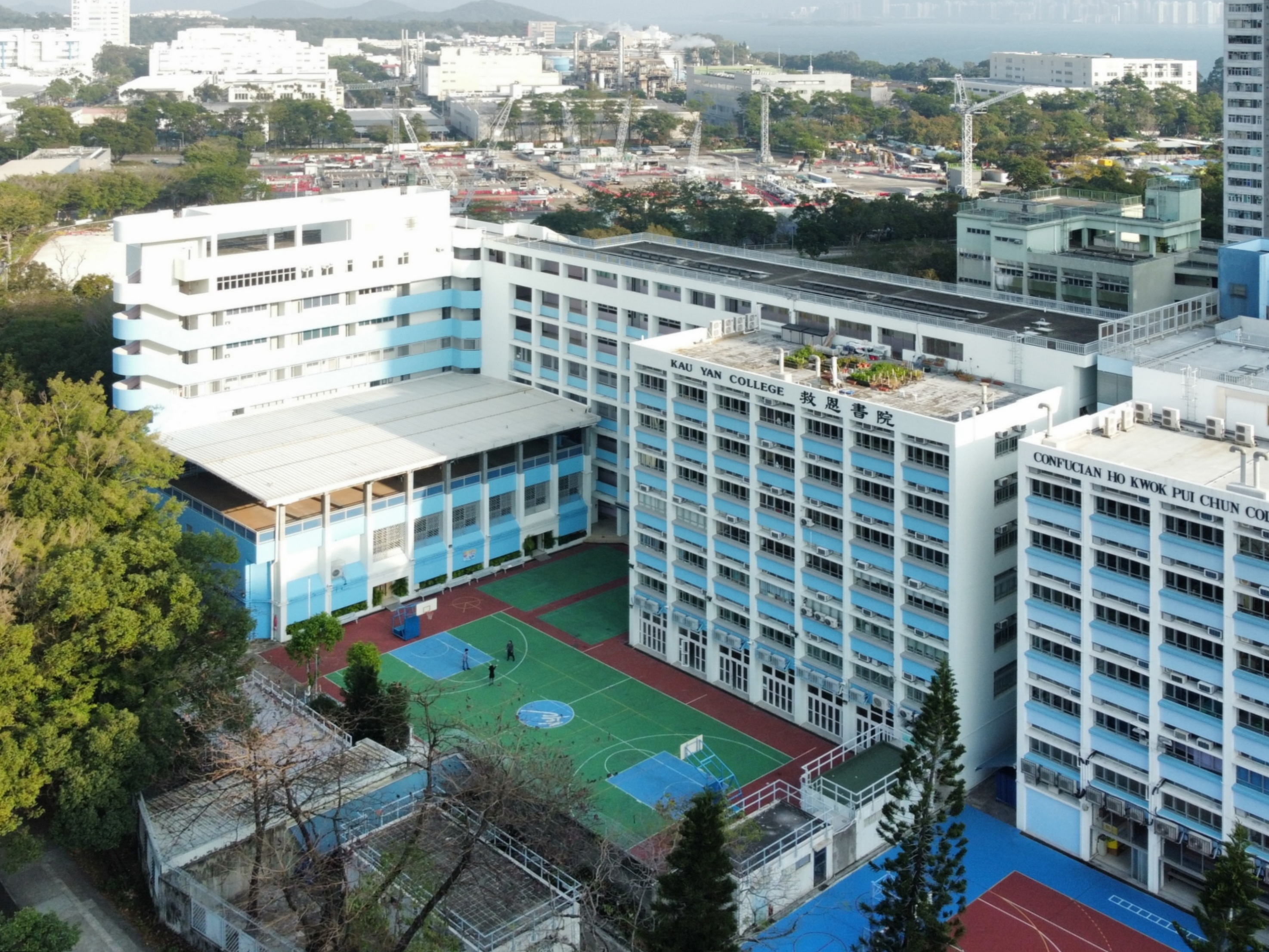
救恩書院
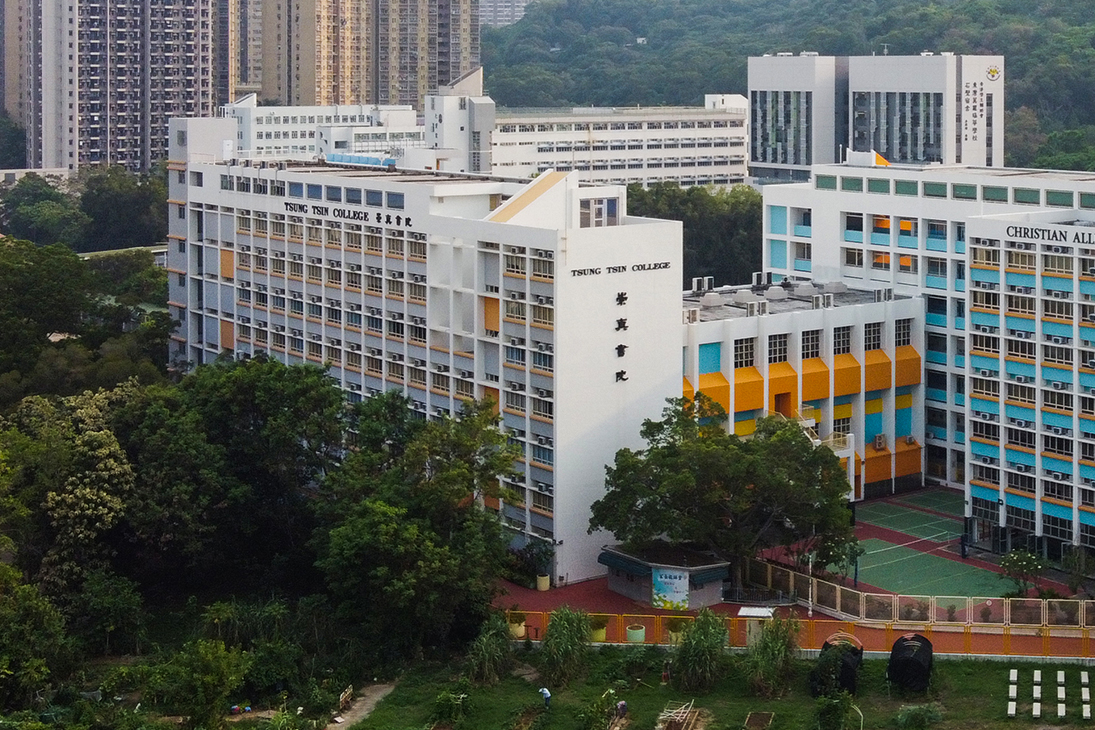
崇真書院
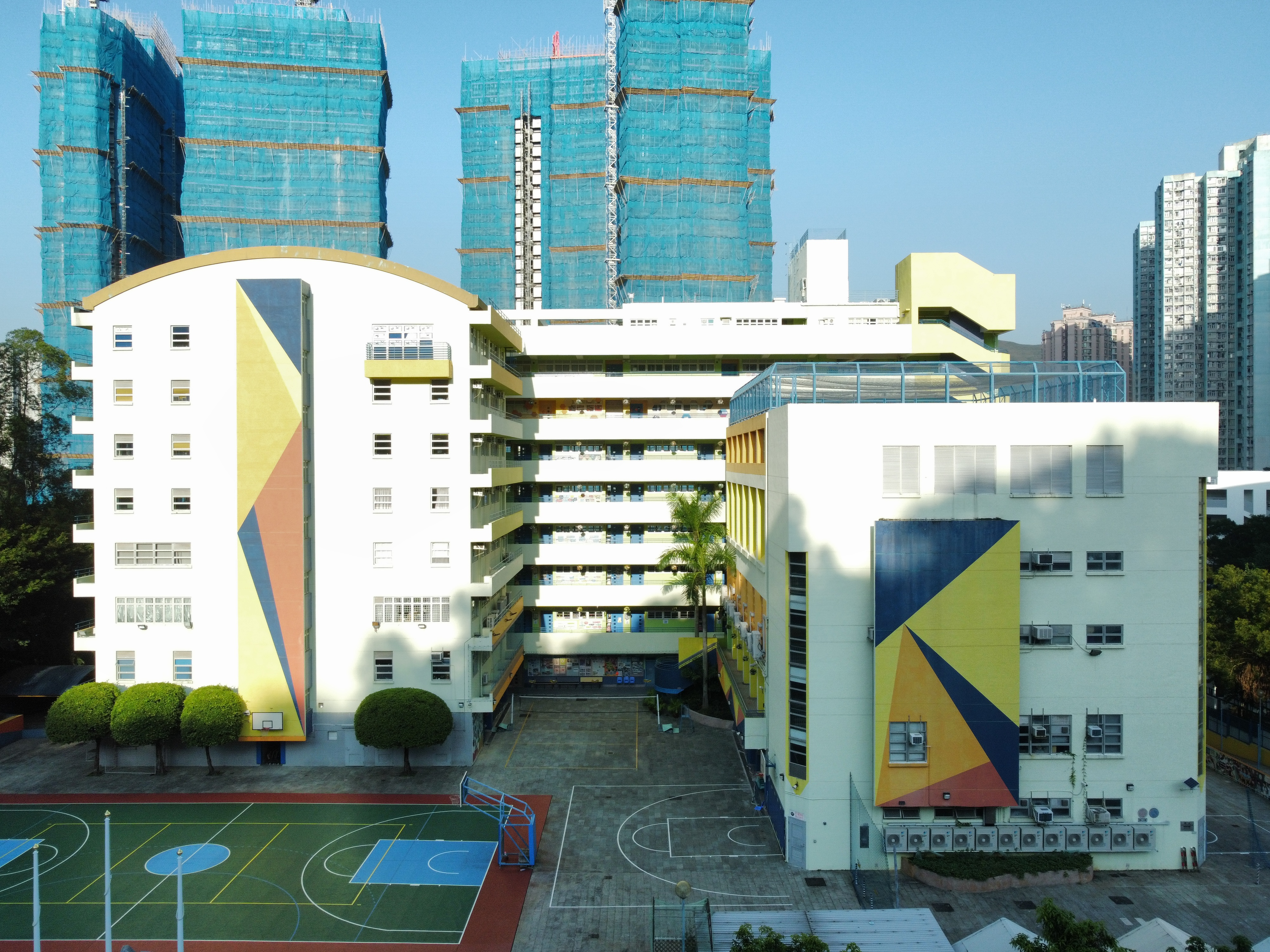
粉嶺救恩書院
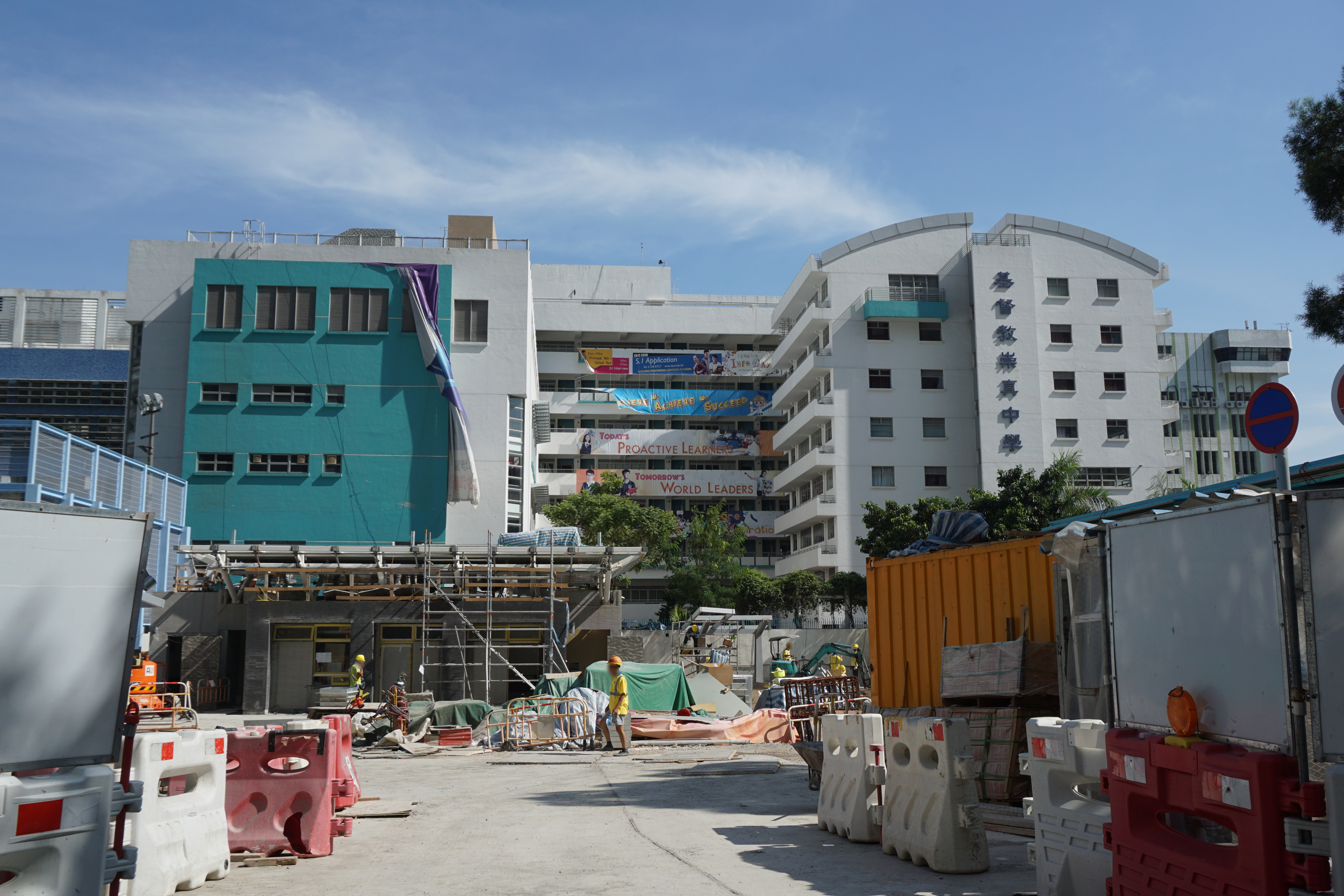
基督教崇真中學
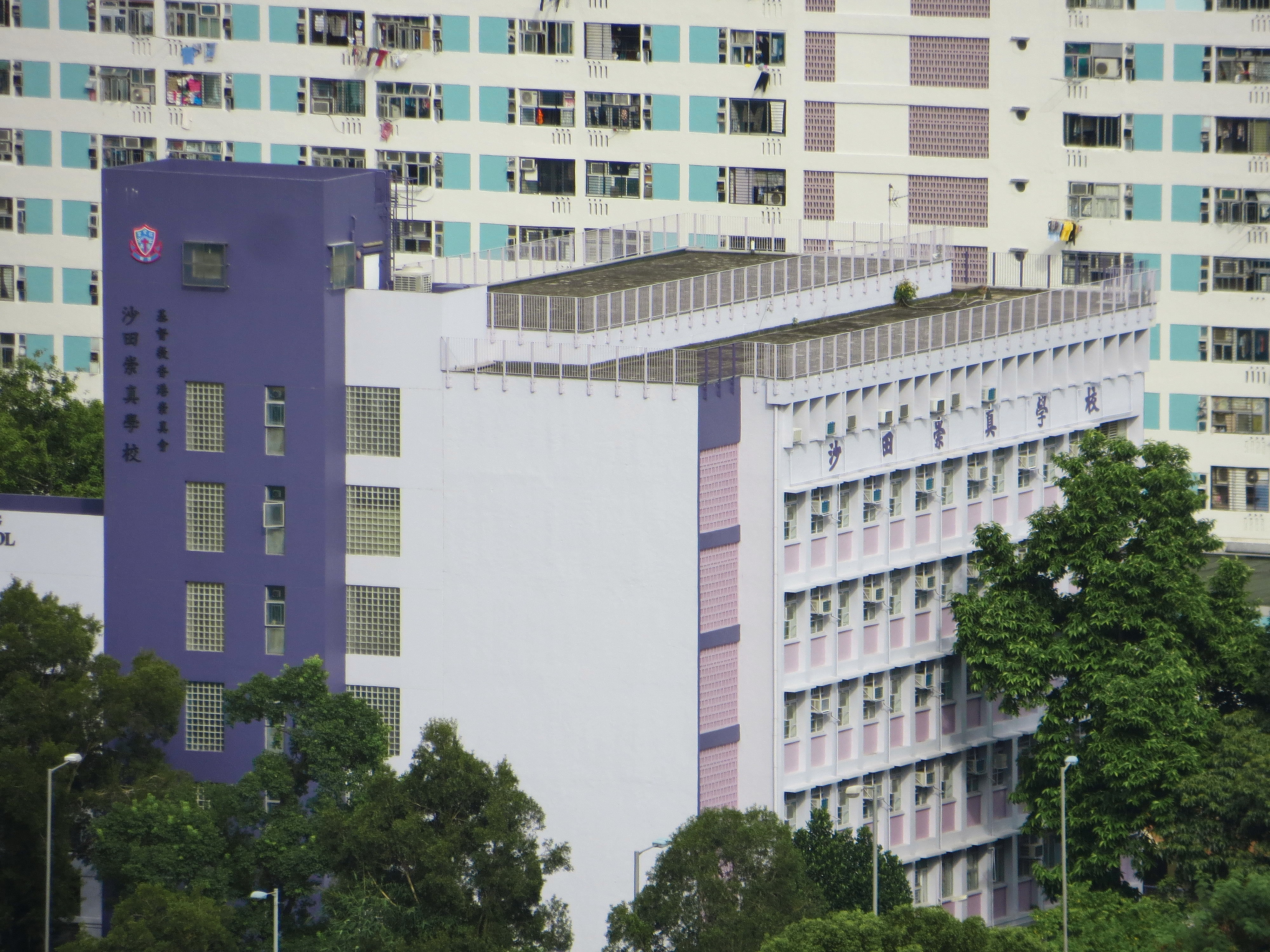
沙田崇真學校

## 外部連結
- 基督教香港崇真會網址 （页面存档备份，存于）